# Mena Massoud
Mena Massoud (Kairó, Egyiptom, 1991. szeptember 17. –) kanadai színész, énekes. Legismertebb szerepe Aladdin az ugyanilyen című filmből. Ő alakította továbbá Jared Malik szerepét az Open Heart című drámasorozatban, Tarek Kassart a Tom Clancy's Jack Ryan sorozatban és Ethan Hart-ot a Reprisal című műsorban.

## Élete
Massoud az egyiptomi Kairóban született egyiptomi kopt ortodox keresztény szülők gyermekeként. Két nővére van. Hároméves korában családjával együtt kivándorolt Kanadába. Amikor megkérdezték, miért hagyta el a családja Egyiptomot, Massoud azt válaszolta: „kopt keresztények vagyunk, és a szüleim úgy érezték, hogy a dolgok egy kicsit túl veszélyessé váltak, amikor Egyiptomban nőttem fel. Jobb életet akartak teremteni a családjuknak, ezért úgy döntöttek, hogy kivándorolnak Kanadába.” Massoud az Ontario állambeli Markhamban nőtt fel, ahol a St. Brother André Katolikus Gimnáziumba járt.

## Művészet
Massoud rajong az egyiptomi vígjátékokért, a BBC-nek adott interjújában pedig azt nyilatkozta, hogy egyiptomi származása hogyan inspirálta őt komikusként: „Egyiptomi vígjátékfilmeken nőttem fel, olyan nagy egyiptomi komikusok filmjein, mint Ismail Yassine és Adel Emam. Az, ahogyan ők nemcsak a szavaikkal, hanem a testbeszédükkel és az arckifejezésükkel is szórakoztatják a közönséget, teljesen más, mint az itteni színészek. Sok vígjátéki szerepet játszottam amerikai produkciókban. Az Aladdinban játszott szerepem is egy vígjátéki szerep. Azt hiszem, más ízléssel játszom a vígjátéki szerepeket, amit a saját egyiptomi filmjeinkből tanultam, és ez másképp válik tetszetővé.”

## Magánélete
Massoud lelkes rajongója helyi kosárlabdacsapatának, az NBA-ben játszó Toronto Raptorsnak. Vegán, az Evolving Vegan könyv és közösség alapítója.
2019-ben elindította az Etnikailag Sokszínű Művészek Alapítványt, hogy segítsen az alulreprezentált csoportokból származó művészeknek beindítani a karrierjüket mentorok, képzések, arcképek biztosításával, valamint a színészek, zenészek és vizuális művészek támogatásával.

## Filmográfia

### Film
| Év   | Magyar cím       | Eredeti cím               | Szerep        |
| ---- | ---------------- | ------------------------- | ------------- |
| 2011 |                  | What Happens Next         | Jad           |
| 2014 |                  | Americanistan             | Mohammed Ali  |
| 2015 |                  | Let's Rap                 | John          |
| 2017 |                  | Ordinary Days             | Ollie Santos  |
| 2017 |                  | Final Exam                | Zaid          |
| 2018 |                  | Masters in Crime          | Majid         |
| 2019 | Aladdin          | Aladdin                   | Aladdin       |
| 2019 |                  | Strange but True          | Chaz          |
| 2019 |                  | Merging with the Infinite | Charlie Smith |
| 2020 | A város élén     | Run This Town             | Kamal         |
| 2021 |                  | Lamya's Poem              | Rumi (hangja) |
| 2022 | Királyi bánásmód | The Royal Treatment       | Thomas herceg |

### Televízió
| Év   | Magyar cím                      | Eredeti cím       | Szerep                         | Megjegyzés                  |
| ---- | ------------------------------- | ----------------- | ------------------------------ | --------------------------- |
| 2011 | Nikita                          | Nikita            | Al Qaeda No. 2                 | 1 epizód                    |
| 2011 |                                 | Poser             | Bretten Thomason               | visszatérő szerep           |
| 2011 | Combat Hospital – A frontkórház | Combat Hospital   | Salman Zawab                   | 1 epizód                    |
| 2011 |                                 | The 99            | Hafiz a megőrzőr / Dave / Saad | főszerep                    |
| 2012 |                                 | Cut to the Chase  | Jason                          | visszatérő szerep           |
| 2012 |                                 | King              | Malik Atassi                   | 1 epizód                    |
| 2015 |                                 | Open Heart        | Jared Malik                    | főszerep                    |
| 2017 | Hope Klinika                    | Saving Hope       | Justin Srinivasan              | 1 epizód                    |
| 2018 | Tom Clancy: Jack Ryan           | Jack Ryan         | Tarek Kassar                   | visszatérő szerep (1. évad) |
| 2019 |                                 | Reprisal          | Ethan Hart                     | főszerep                    |
| 2021 | 911-Texas                       | 9-1-1: Lone Star  | Salim                          | 1 epizód                    |
| 2023 | Ahsoka                          | Star Wars: Ahsoka | Ezra Bridger                   | forgatás alatt              |

| Év   | Cím          | Szerep           |
| ---- | ------------ | ---------------- |
| 2016 | Watch Dogs 2 | Különböző hangok |